# Theux
Theux là một đô thị ở tỉnh Liege, vùng Wallonie, Bỉ. Tại thời điểm ngày 1 tháng 1 năm 2006, đô thị này có dân số 11.571 dân. Tổng diện tích là 83,36 km², với mật độ dân số là 139 người trên mỗi km².

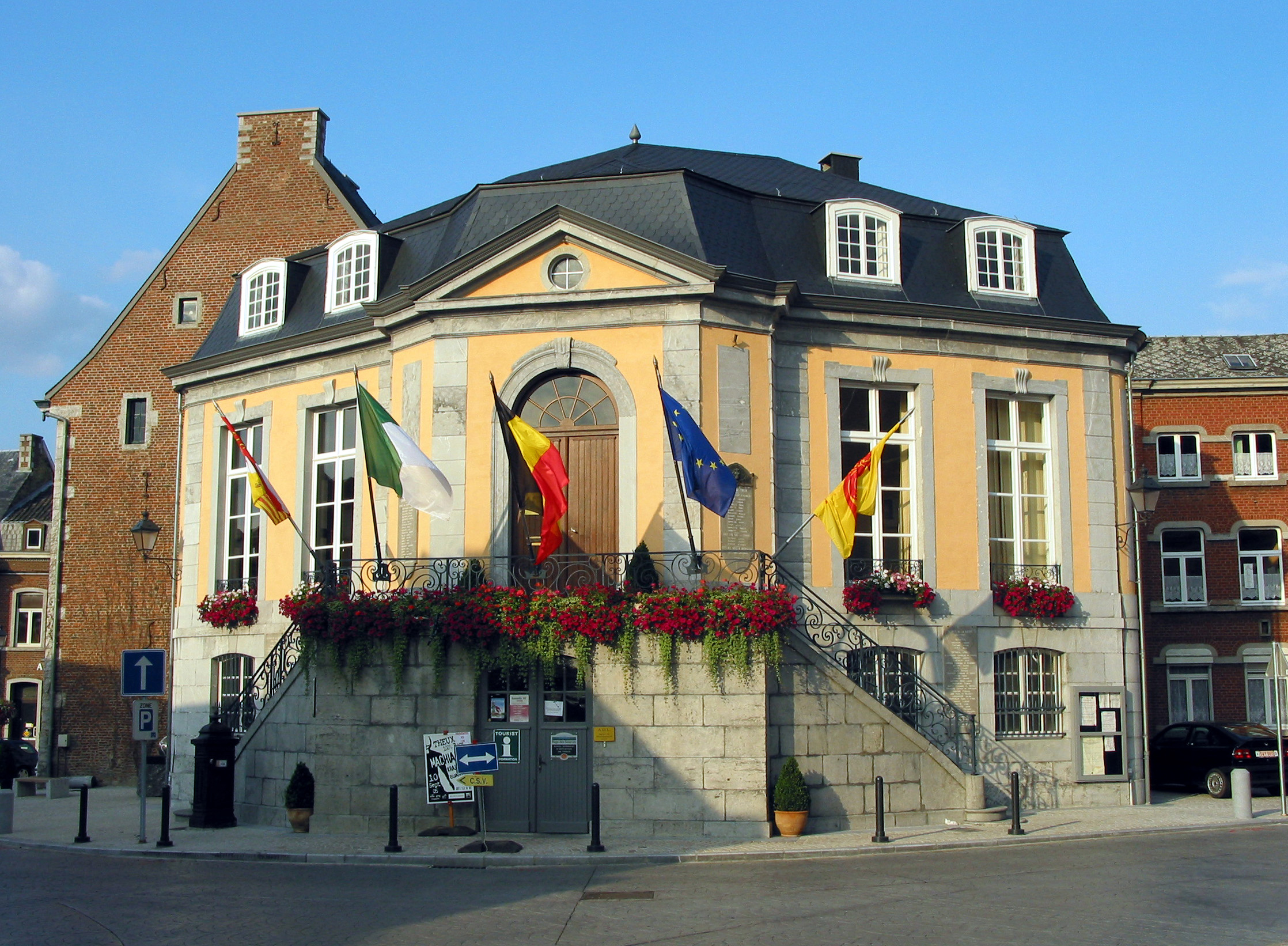
Theux: tòa thị chính

Lâu đài Franchimont Castle tọa lạc ở Theux.